# Романечко Іван
Іван Романечко (псевдо: «Володя», «Ярий», «Шпиль»; ?—18 червня 1947) — український військовий діяч, провідник та референт СБ ОУН надрайону «Левада» в III окрузі ОУН на Підляшші.

## Життєпис
Народився в селі Турно на Південному Підляшші. У листопаді 1944 року у складі групи з 4 осіб за вказівкою провідника Холмського окружного проводу ОУН Федора Заборовця прибув на Південне Підляшшя для відновлення мережі ОУН. Прибулі створили боївки СБ і залучили до діяльності нових учасників. У листопаді 1945 року, після загибелі попереднього провідника «Хмари», Романечко призначений провідником та водночас референтом СБ ОУН надрайону «Левада» в III окрузі ОУН. За даними Євгена Місила, Романечко став провідником раніше — 10 січня 1945 року. Намагався налагодити діяльність загонів УПА на терені. Свою сотню зорганізував узимку 1945/1946 року з учасників СКВ. Спочатку сотня «Володі» налічувала лише 25 осіб, проте у 1947 році вже мала до 120 бійців.
18 червня 1947 року групу Романечка з 4 осіб на колонії Зацише чи сусідній Каролін Володавського повіту (нині колонії біля села Сосновиця в Парчівському повіті Люблинського воєводства) оточив загін польського Повітового управління громадської безпеки (PUBP). Під час відступу підпільників до лісу почалася перестрілка, внаслідок якої з боку повстанців загинули Іван Романечко, зв'язківці «Летун» і «Тошко» («Міша») та слідчий-практикант Іван Ринковський («Федь», «Віктор»). Наступником Романечка на посаді провідника надрайону став Іван Шамрик («Чуб»).